# 포르투갈의 역사
약 2백만 년 전에 인류가 이베리아반도에 살기 시작했지만, 이 땅이 주류 역사에 처음 등장한 것은 제2차 포에니 전쟁 뒤에 로마 제국이 지중해를 따라 영토를 넓혀가면서다.
포르투갈 땅은 기원전 29년에 속주 루시타니아로서 고대 로마 제국에 편입되면서 500년간 로마 제국의 지배를 받는데, 포르투갈어의 기원이 라틴어인 것에서 볼 수 있듯이 로마 제국으로부터 많은 영향을 받았다.
로마 제국이 쇠퇴기에 접어들면서 서고트족과 수에비족 등의 게르만계 민족이 정착하였고, 8세기경 북아프리카로부터 건너온 아랍인(무어인)에 의해 이베리아반도 거의 대부분이 점령당했다.

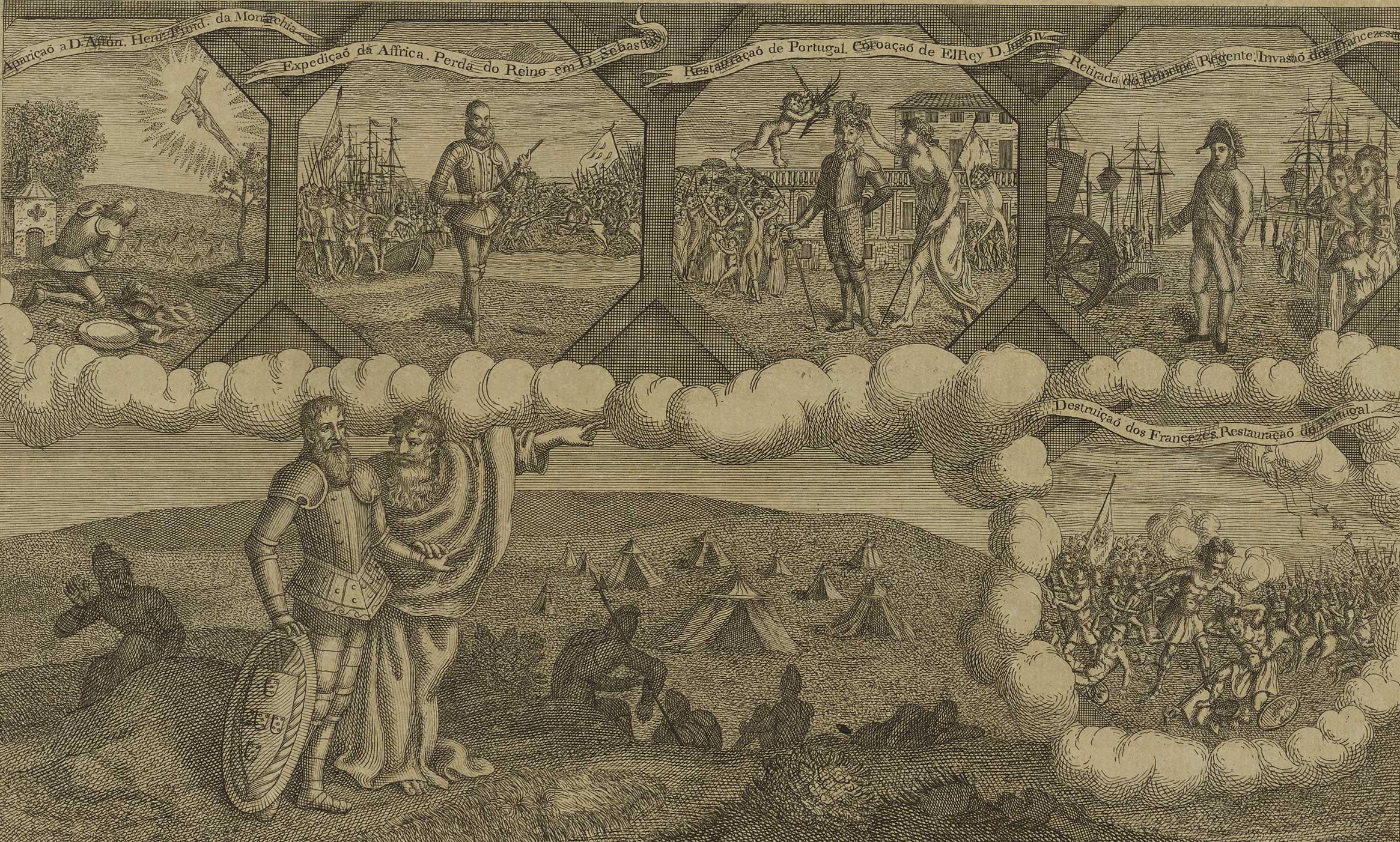

포르투갈의 역사는 기독교 국가의 영토를 회복하기 위한 운동인 헤콩키스타 기간에 포르투갈 백작령이 세워지면서 시작한다. 백작령은 갈리시아 왕국의 일부였다가 나중에 레온 왕국으로 편입된다. 1139년에 포르투갈 왕국이 세워졌고, 포르투갈레 백작인 엔히크는 자신을 스스로 공작으로 격상하고, 카스티야-레온 연합 왕국과 전쟁을 시작하였다. 1143년에 교황과 카스티야-레온 연합 왕국의 왕인 알폰소 7세와 아라곤 왕국의 왕인 페트로넬라가 독립을 정식으로 승인하였다. 1249년에 아폰수 3세가 알가르브를 점령하면서 헤콩키스타가 끝나고 국경이 안정되었다.
15, 16세기 대항해 시대에 포르투갈은 아프리카, 아시아, 남아메리카에 식민지를 둔 세계적인 경제, 정치, 군사 강국이 되었다.
그러나 1578년, 세바스티앙 1세가 알카세르키비르 전투에서 패하고 후계 없이 사망하여 승계권 위기를 겪자, 포르투갈은 이베리아 연합이라는 이름으로 에스파냐와 통합되고 이후 카스티야-레온 연합 왕국, 아라곤 왕국처럼 에스파냐 왕국의 부속 왕국으로 전락한다.
1640년에 국가 복원 혁명이 일어나 포르투갈은 브라간사 공작 주앙을 포르투갈의 주앙 4세로 추대하며 독립을 선언했으나 에스파냐는 독립을 인정하지 않아서 에스파냐와 포르투갈 사이에 전쟁이 일어났고 영국의 지원으로 포르투갈은 독립을 했으나 포르투갈 왕국은 나폴레옹 전쟁에 휘말리면서 약화하기 시작하였다.
1755년에 리스본 대지진이 일어나고 1823년에 가장 큰 식민지인 브라질이 독립하면서 포르투갈은 정치, 경제적으로 분열하였고, 19세기 중반부터 1950년대까지 2백만 명 이상의 포르투갈인이 브라질과 미국에 이민하는 등 강대국으로서의 포르투갈의 지위가 추락하였다.
1910년에 왕정을 종식하고 포르투갈 제1공화국이 수립되었으나 산적한 문제를 해결하지 못하고 국가는 파산 위기에 몰렸다.
1926년에 쿠데타가 일어나났고 1933년에는 이스타두 노부(새로운 체제)라는 포르투갈 제2공화국 독재 체제가 시작되었다. 독재는 1974년에 무혈 쿠데타인 카네이션 혁명으로 살라자르 정부가 붕괴할 때까지 지속하였다.
1975년 새롭게 수립된 포르투갈 제3공화국은 아프리카의 앙골라와 모잠비크를 포함한 모든 해외 식민지를 독립시켰고, 마지막 해외 영토인 마카오는 1999년에 중국에 반환되었다.
포르투갈은 북대서양 조약 기구, 경제 협력 개발 기구, 유럽 자유 무역 연합의 창립 회원국이다. 포르투갈은 1986년 유럽 경제 공동체에 가입하면서 유럽 자유 무역 연합을 탈퇴하였다.

## 같이 보기
- 포르투갈 국왕